# Doina Ruști

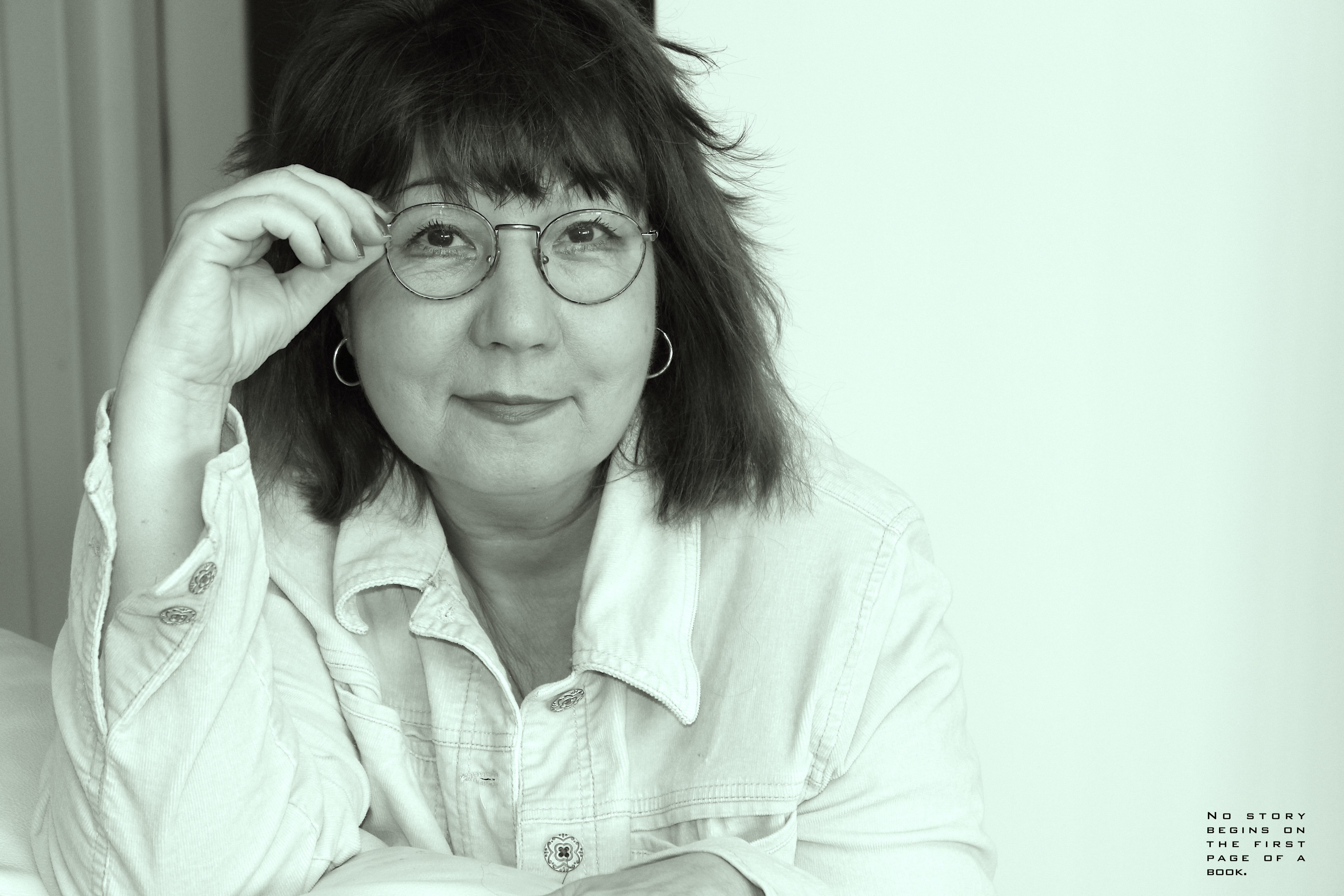

Doina Ruști (n. 15 februarie 1957, Comoșteni) este o romancieră contemporană.

## Biografie
Doina Ruști este o scriitoare care s-a impus în special prin romanele cu „tematică diversă și construcție solidă". Fantoma din moară (2008), roman despre comunismul românesc, a fost distins cu Premiul pentru Proză al Uniunii Scriitorilor din România și tradus în germană, iar  Lizoanca la 11 ani (2009) a primit Premiul „Ion Creangă“ al Academiei Române. Acesta din urmă a fost tradus în mai multe limbi de circulație, bucurându-se de cronici pozitive.
A mai scris Omulețul roșu (2004), roman primit călduros de publicul italian,,  Patru bărbați plus Aurelius (2011), Mămica la două albăstrele (2013), precum și un puzzle narativ – Cămașa în carouri și alte 10 întâmplări din București (2010). Romanul Zogru  (2006), recompensat cu Premiul Uniunii Scriitorilor - Asociația Scriitorilor din București, a fost tradus în mai multe limbi.  
Manuscrisul fanariot (2015) , Mâța Vinerii (2017) și Homeric compun trilogia fanariotă, completată tematic de două volume de povestiri: Ciudățenii amoroase din Bucureștiul fanariot și Depravatul din Gorgani.   
Peste 40 de titluri din scrierile sale au fost traduse în peste 15 limbi, printre care  germană, maghiară, spaniolă, engleză, franceză, italiană. 
S-a făcut cunoscută și printr-o carte despre simboluri în opera lui Mircea Eliade, prima exegeză pe această temă, dedicată lui Mircea Eliade (1997).
Doina Ruști trăiește în București,  este scriitoare și profesor universitar.
Nume alternativ: Doina Rusti.

## Critice
Romanul L’Omino rosso’', al  româncei Doina Ruști se citește cu mare bucurie: cu mintea răvășită de exclamații și cu un abia reținut râs. Cu totul copleșitoare este explozia de expresii originale și percutante.,(Alessandra Iadicicco. La Stampa.it La Stampa, nr 1815, 12 mai 2012) ]

Lizoanca - un roman cu extraordinare calități literare… (Antonio J. Ubero, La Opinión) 
Chiar și cele mai mici detalii sunt veridice în acest roman  (Magyar Nemzet, 31 decembrie 2015)

"Mâța Vinerii - o jubilație stilistică, o literatură vitală, cum era Parfumul lui  Süskind  până la un punct și Laur al lui Evgheni Vodolazkin, de la alt punct, mai departe.” (Dan C. Mihăilescu)

„Plin de umor în unele secvențe, în altele tragic și feroce, uneori fantastic și luminos, ca o pictura de Chagall, ceea ce predomină în această poveste minunată [Zogru] este figura teribilei singurătății în care se află spiritul uman lipsit de iubire."
Pedro Gandolfo

## Ficțiune

### romane
- Omulețul roșu (Editura Vremea, București, 2004; ediția a II‑a, 2012, ISBN 978-973-645-101-1; ediția a III-a, 2021)
- Zogru (Polirom, Iași, 2006; 2013)
- Fantoma din moară (Polirom, Iași, 2008; 2017[27])
- Lizoanca la 11 ani (Editura Trei, București, 2009)[28]; Polirom, 2017; Litera, 2023.
- Cămașa în carouri și alte 10 întâmplări din București (Polirom, Iași, 2010)
- Patru bărbați plus Aurelius (Polirom, Iași, 2011)
- Mămica la două albăstrele (Polirom, Iași, 2013)[29])
- Manuscrisul fanariot (Polirom, Iași, 2015, 2016)
- Mâța Vinerii (Polirom, Iași, 2017)
- Logodnica (Polirom, Iași, 2017)
- Homeric (Polirom, Iași, 2019; ISBN: 978-973-46-7911-9)
- Paturi oculte, (Litera, București, 2020)
- Zavaidoc  în anul iubirii, Editura Bookzone, București, 2024, ISBN 978-630-305-312-7
- Ferenike, Editura Humanitas, București, 2025, ISBN 978-973-50-8704-3

### povestiri
- Ciudățenii amoroase din Bucureștiul Fanariot, (Litera, București, 2022)
- Depravatul din Gorgani. Alte 52 de ciudățenii, (Litera, București, 2023)
- Povestiri în periodice: blog săptămânal  în ziarul Adevărul

## Scrieri traduse (selectiv)
- The Book of Perilous Dishes (trad. James Ch. Brown), Neem Tree Press, London, 2022
- Zogru, (trad. Florica Courriol), Editions du Typhon, 2022
- Freitagskatze (trad. Roland Erb), Klak, Berlin, 2018
- Das Phantom in der Mühle (trad Eva Ruth Wemme), Klak, Berlin, 2017
- Zogru (trad. Vasilka Alexova), Ed. Balkani, 2008
- Cristian (trad. Linda Maria Baros), rev. Le Bateau Fantôme, nr. 8, 2009[30]
- Cristian - Nagyvilag (trad. Noémi László), Budapesta, sept. 2010
- The Winner - Nagyvilag (trad. Noémi László), Budapesta, sept. 2010
- Zogru (trad. Roberto Merlo), Bonanno Editore, Roma, 2010 [31]
- The Little Red Man (trad. Roberto Merlo) în Il romanzo romeno contemporaneo (coord. Nicoleta Nesu) Ed. Bagatto Libri, Roma, 2010
- Bill Cinton's Hand, în Bucharest Tales, New Europe Writers, 2011.
- I miei ginecologi (trad. Anita Natascia Bernacchia), în Compagne di viaggio. Storie di donne ai tempi del comunismo, Sandro Teti Editore, Roma, 2011 (coord. Radu Pavel Gheo, Dan Lungu)[32]
- L'omino rosso, Nikita Editore, Firenze, 2012[33]
- Lisoanca, Rediviva Ed., Milano, 2013
- Lizoanca (trad. Jan Cornelius), Horlemann Verlag, Berlin, 2013[34]
- Eliza a los once años (trad. Enrique Nogueras), Ediciones Traspiés, Granada, 2014
- Zogru (trad. Szenkovics Enikő), Sétatér Kulturális Egyesület, 2014.
- Lizoanca (trad. Alexandra Kaitozis), Antolog, Skopje, 2015
- Lizoanca (trad. Szenkovics Enikő), Orpheusz Kiadó , Budapesta, 2015
- The Phanariot Manuscript, fragmente (trad. Liana Grama), Trafika Europe, nr. 8, 2016
- The Lover (trad. Andrew Davidson), Trafika Europe, nr 8, 2016
- Das Phantom in der Mühle (trad. Eva Ruth Wemme), Klak Verlag[nefuncțională]
, Berlin, 2017
- The Truancy (trad. James Brown), The Stockholm Review of Literature, 2017, Springer
- Freitagskatze (trad. Roland Erb), Klak Verlag, Berlin, 2018
- Zogru (trad. Sebastián Teillier), Descontextos Editores, Santiago de Chile, 2018

- Cel mai bun și cel mai bun. Seniorii, Arthur, 2018 (coord Florentina Sâmihăian, Liviu Papadima)
- Tovarășe de drum, Polirom, 2008, 2017 (coord Radu Pavel Gheo, Dan Lungu)
- Care-i faza cu cititul?, coord. de Liviu Papadima, Editura Art, 2010; Florin Bican, Paul Cernat, Ioan Groșan, Dan Lungu, Robert Șerban, Rodica Zane, Cezar Paul Bădescu, Laura Grunberg, Călin-Andrei Mihăilescu, Dan Sociu, Cristian Teodorescu, Călin Torsan, Ioana Bot, Mircea Cărtărescu, Fanny Chartres, Vasile Ernu, Bogdan Ghiu, Simona Popescu, Vlad Zografi, George Ardeleanu, Neagu Djuvara, Caius Dobrescu, Ioana Nicolaie, Ioana Pârvulescu, Doina Ruști; Ed. Art, 2010;
- Ce poți face cu două cuvinte, coord. de Liviu Papadima, Editura Art, 2012
- Cui i-e frică de computer?, coord. de Liviu Papadima, Editura Art, 2013
- Ferestre din București și poveștile lor, coord. de Cătălin D. Constantin, Editura Peter Pan, 2015
- Scriitori la poliție, coord. de Robert Șerban, Editura Polirom, 2016
- Povestiri erotice, Editura TREI, 2007: cu : Ștefan Agopian, Radu Aldulescu, Dan-Silviu Boerescu, Emil Brumaru, Ionuț Chiva, Marius Chivu, Filip Florian, Matei Florian, Radu Pavel Gheo, Claudia Golea, Ioan Groșan, Florin Iaru, Cezar Paul-Bădescu, Doina Ruști, Lucian Dan Teodorovici, Dan Sociu, Cecilia Ștefănescu[35]
- Treisprezece. Proză fantastică, coord. de Doina Ruști, Editura Litera, 2021.
- Dragostea cand te doare, coord de Doina Ruști, Editura Litera, 2022, cu: Andrei Panțu, Florin Spătaru, Ligia Pârvulescu, Liviu G Stan, Cristian Fulaș, Radu Aldulescu, Laura Sorin, Dan Sociu,

## Nonficțiune
Dicționar de simboluri din opera lui Mircea Eliade (1997)

## Scenarii
- Cartea soldatului, film documentar, independent, scenariu&regie, 2018
- Comoara naivă, film documentar, regia Copel Moscu, 2018
- Călugărițele vrăjitoare, documentar, regia Marius Barna, 2017
- Dansul Soarelui, documentar, regia Cornel Gheorghiță (Festivalul de film de la Montreal; Festivalul de la Montpellier), 2017
- 35 de minute după, regia Cristi Toporan, SM, ficțiune, independent (Berlin Short Film Festival Los Angeles CineFest 35 minutes after 7 februarie 2016, LIFF - Lyon International Film Festival , International short film festival “ The Unprecedented Cinema ”, International Shorts, Washington DC, USA), 2017
- Umbra perfidă a unei iubiri, ficțiune, independent, scenariu&regie, 2016[36]
- Cristian, scenariu&regie, SM, ficțiune, independent (Goa Festival, SM, fiction, 2015, CineFest, Los Angeles, SM, fiction,2015, Cannes-Corner Festival, SM, fiction, 2015, Windsor Independent Film Festival, SM, fiction, 2015, Les Films de Cannes à Bucarest, 2015, Premiul pentru Cel mai bun film străin, la Christian International Film, Florida.), 2015[37]
- Escrocheria, regia: Cristian Panaitescu, SM, independent (Ascona Film Festival), 2014. [38]
- Cream truffles,[39], LM, ficțiune, HAI-HUI Entertainement,  proiect cu finantare CNC. Dezvoltare. CNC, 2014-2015.

## Premii literare
- Premiul pentru proză al revistei Ateneu, pt Manuscrisul fanariot, 2015
- Nominalizare Cartea Anului (România literară), pentru romanul Manuscrisul fanariot, 2015
- Premiul „Ion Creangă” al Academiei Române pentru romanul Lizoanca la 11 ani (2009)[40]
- Premiul Uniunii Scriitorilor din România pentru Fantoma din moară (2008)[41]
- Medalia de Aur a Schitului Darvari pentru merite literare (2008)
- Premiul Asociației Scriitorilor București pentru romanul Zogru (2006)
- Premiul revistei Convorbiri literare (2006)
- Premiul Ad visum pentru Omulețul roșu (2004)

## Afilieri profesionale
- Uniunea Scriitorilor din România
- PEN Club, Ro
- Dacin Sara
- Asociația Creatorilor de Ficțiunea - ACF

## Interviuri
- Interviu la apariția romanului „Lizoanca la 11 ani", TVR Cultural, Jurnal, 2009
- „Cu fiecare roman am schimbat tipul de compoziție”, Adevărul, 24 09, 2022,
- Expoziție Lizoanca, Jurnal Cultural, TVR , 2023
- Doina Ruști, una dintre cele mai importante scriitoare, în Libertatea, 2022
- RRA, video,2024

- Invitată la ALTCEVA cu Adrian Artene – unul dintre cel mai bune  podcasturi culturale românești (2025)
- Mimicking culture, interest, literature and even love. Ileana Marin interviewing Doina Ruști
- Magical Food, Latin Deities, & Balkan Tradition: An Interview with Doina Ruști by Alyse Mgrdichian